# Rock Me Amadeus
| Оценки критиков | Оценки критиков |
| Источник        | Оценка          |
| --------------- | --------------- |
| AllMusic        | Без рейтинга    |

«Rock Me Amadeus» — песня австрийского певца и музыканта Фалько из его третьего альбома Falco 3. В континентальной Европе сначала (за несколько месяцев до появления альбома) была издана отдельным синглом.
Весной 1986 года сингл с ней вышел в США, Великобритании и остальном мире. Песня достигла первого места в обоих ведущих чартах США (Billboard Hot 100 и Cash Box Singles Top 100) и в национальном сингловом чарте Великобритании (UK Singles Chart).
В 1986 году, когда песня вышла, Фалько уже был хорошо известен в немецкоговорящих странах. Но мировую славу принесла именно эта песня. В континентальной Европе Фалько потом продолжал пользовался стабильным успехом, хотя для людей в большинстве стран он, возможно, так и остался артистом одного хита.
В видеоклипе к этой песне Фалько присутствует в двух образах: в смокинге и одетый под Моцарта в напудренном в цвета радуги парике. В начале клипа он проходит по заполненным зрителями коридорам оперного театра XVIlI века. Хотя, как считает музыкальный сайт Songfacts, более своим он себя чувствует среди одетых в кожу байкеров, с которыми он тусуется и перед которыми выступает в кадрах из XX века.

## Кавер-версии
- Версия в исполнении пауер-метал группы Edguy вошла в альбом Space Police
- Мексиканская группа Molotov для альбома Con Todo Respeto[англ.] исполнила свою версию трека под названием Amateur[4].
- Музыканты группы Metallica Кирк Хэммет и Роберт Трухильо исполнили песню на концерте в Вене в 2018 году[5].
- В 2018 кавер версию исполнила  Кончита Вурст.
- Кавер-версия в исполнении группы  Front Line Assembly вошла в их шестнадцатый альбом Wake Up the Coma[англ.].

## Чарты
| Чарт (1985—86)                        | Высшая позиция |
| ------------------------------------- | -------------- |
| Австралия (Kent Music Report)         | 15             |
| Австрия (Ö3 Austria Top 40)           | 1              |
| Бельгия/Фландрия (Ultratop 50)        | 2              |
| Бельгия (VRT Top 30 Flanders)         | 2              |
| Канада (The Record)                   | 2              |
| Канада (RPM Top Singles)              | 1              |
| Франция (IFOP)                        | 79             |
| Германия (GfK)                        | 1              |
| Ирландия (IRMA)                       | 1              |
| Италия (FIMI)                         | 2              |
| Нидерланды (Single Top 100)           | 46             |
| Новая Зеландия (Recorded Music NZ)    | 1              |
| Норвегия (VG-lista)                   | 6              |
| Польша (LP3)                          | 24             |
| ЮАР (Springbok Radio)                 | 1              |
| Испания (AFYVE)                       | 1              |
| Швеция (Sverigetopplistan)            | 1              |
| Швейцария (Schweizer Hitparade)       | 2              |
| Великобритания (OCC UK Singles)       | 1              |
| США Billboard Hot 100                 | 1              |
| США Billboard Hot Dance Club Play     | 4              |
| США Billboard Hot R&B/Hip-Hop Singles | 6              |
| США Cash Box                          | 1              |

| Чарт (1986)                 | Высшая позиция |
| --------------------------- | -------------- |
| Нидерланды (Dutch Top 40)   | 3              |
| Нидерланды (Single Top 100) | 2              |

| Чарт (1985)                     | Позиция |
| ------------------------------- | ------- |
| Австрия (Ö3 Austria Top 40)     | 5       |
| Италия (FIMI)                   | 18      |
| Швейцария (Schweizer Hitparade) | 5       |

| Чарт (1986)                                 | Позиция |
| ------------------------------------------- | ------- |
| Австралия (Kent Music Report)               | 69      |
| Бельгия (Ultratop 50 Flanders)              | 26      |
| Канада (RPM Top 100 Singles)                | 22      |
| США (Billboard Top Dance Club Play Singles) | 36      |
| США (Billboard Top Dance Sales Singles)     | 18      |
| США (Billboard Top Pop Singles)             | 28      |
| США (Cash Box)                              | 19      |
| ЮАР (Springbok Radio)                       | 3       |

| Чарт (1986)                 | Позиция |
| --------------------------- | ------- |
| Нидерланды (Dutch Top 40)   | 45      |
| Нидерланды (Single Top 100) | 38      |